# Françoise Dornier
 (mars 2010).
Si vous disposez d'ouvrages ou d'articles de référence ou si vous connaissez des sites web de qualité traitant du thème abordé ici, merci de compléter l'article en donnant les références utiles à sa vérifiabilité et en les liant à la section « Notes et références ».
Françoise Dornier est une organiste française. 

## Biographie
Françoise Dornier suit des études générales au lycée Jean Moulin de Draguignan puis au Conservatoire de Paris, et a notamment été élève de Michel Chapuis et de Marie-Claire Alain. Elle remporte le Premier prix du Concours International César Franck et prix d'interprétation Charles Tournemire à Haarlem (Pays-Bas) en 1994 et Médaille d’argent de la Ville de Paris
Elle est aujourd'hui professeur de Formation musicale au conservatoire de Rueil-Malmaison, ainsi qu'artiste concertiste. Elle est également professeur d'orgue au Conservatoire municipal Gabriel Fauré du 5e arrondissement de Paris.